# MONARC
MONARC (Modular Naval Artillery Concept) war ein Konzept, mit dem die Möglichkeit geprüft wurde, die normal eingesetzten Schiffsgeschütze der deutschen Marine durch den Geschützturm der Panzerhaubitze 2000 zu ersetzen.
Dadurch wären diese Schiffe in der Lage gewesen, Land- und Seeziele mit dem 155-mm-Geschütz effektiv zu bekämpfen. Die Herausforderung war, zum einen schiffsseitig dafür Sorge zu tragen, dass die im Vergleich zu einem 76-mm-Geschütz höheren Rückstoßkräfte beim Schuss durch die Schiffsstruktur aufgefangen werden, zum anderen den Geschützturm so zu modifizieren, dass er in der neuen Umgebung zuverlässig funktioniert. Diese so genannte Navalisierung umfasste unter anderem Maßnahmen des Korrosionsschutzes, aber auch Änderungen des Feuerleitsystems der Haubitze. Erklärtes Ziel von MONARC war es, diese Änderungen so gering wie möglich zu halten, um größtmöglichen Nutzen aus den Vorteilen einer bei der Bundeswehr eingeführten Waffe, wie geringe Anschaffungskosten, gesicherte Ersatzteilversorgung und etablierte Bedienerausbildung, zu ziehen.
Die prinzipielle Machbarkeit des Konzeptes wurde im Jahre 2002 nachgewiesen, als der Turm einer Panzerhaubitze 2000 vorübergehend auf ein im Bau befindliches Schiff der Sachsen-Klasse montiert und erfolgreich getestet werden konnte.
Nachdem ursprünglich geplant war, die Fregatten der Baden-Württemberg-Klasse (F125) mit 155-mm-Geschützen zu bewaffnen und eventuell auch die bereits in Dienst gestellten Einheiten der Sachsen-Klasse damit nachzurüsten, wurden diese Vorhaben 2007 endgültig aufgegeben. Die Gründe dafür lagen neben den hohen Kosten des MONARC-Projekts und der technischen Unausgereiftheit der Navalisierungskomponenten auch in der politischen Komponente der Entscheidung, da das italienische Unternehmen Oto Melara die deutsche Marine seit Jahrzehnten mit Geschützen beliefert.
Anstatt des 155-mm-Geschützes kommt nun das neue 127/64 Lightweight-Geschütz von Oto Melara auf den Fregatten der Klasse F125 zum Einsatz. Aufgrund der Entwicklung der Vulcano-Munition mit großer Reichweite (mehr als 100 km) entspricht sie den ursprünglich an das MONARC-Projekt gestellten Anforderungen.